# أوي بيرغر
أوي بيرغر (بالألمانية: Uwe Berger) (و. 1928 – 2014 م) هو محرر أدبي، ومترجم، وكاتب من ألمانيا، وألمانيا الشرقية، ولد في إشفيغه، توفي في برلين، عن عمر يناهز 86 عاماً.

## جوائز
حصل على جوائز منها:
- الجائزة الوطنية لجمهورية ألمانيا الديمقراطية
- Johannes-R.-Becher-Medaille [الإنجليزية]‏